# بلاج بوك
بلاج بوك (بالسلوفينية: Blaž Puc)‏ هو لاعب كرة قدم سلوفيني في مركز الهجوم، ولد في 29 يناير 1978 في سلوفينيا. لعب مع نادي ليوبليانا الأولمبي لكرة القدم ‏.